# Јелоустоун (језеро)
Јелоустон (енгл. Yellowstone Lake) је језеро у Сједињеним Америчким Државама. Налази се на територији америчке савезне државе Вајоминг. Површина језера износи 352 km².